# Westpommersche Technische Universität Stettin

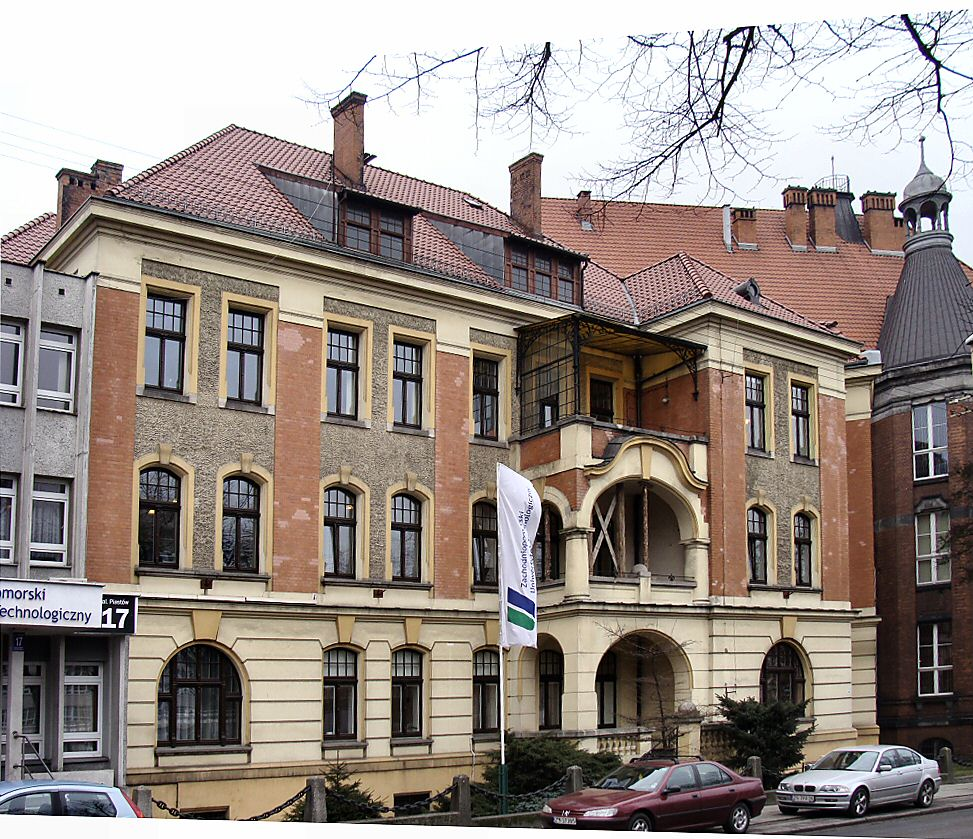
Rektorat

Die Westpommersche Technische Universität Stettin (polnisch Zachodniopomorski Uniwersytet Technologiczny w Szczecinie; kurz ZUT) ist eine Hochschule in Stettin, der Hauptstadt der Woiwodschaft Westpommern.
Sie wurde zum 1. Januar 2009 mit dem Zusammenschluss der Technischen Universität Stettin (Politechnika Szczecińska) und der bisherigen Landwirtschaftsakademie Stettin (Akademia Rolnicza Szczecin) gegründet.
Vorgänger der TU Stettin war eine Ingenieurhochschule (pl. Szkoła Inżynierska) (1946 gegründet), die im Jahre 1955 in eine Technische Universität umgewandelt wurde.

## Fakultäten
- Biotechnologie und Tierzucht
- Bauingenieurwesen und Architektur
- Fakultät für Elektrotechnik der Westpommerschen Technischen Universität Stettin
- Wirtschaftswissenschaften
- Informatik
- Maschinenbau und Mechatronik
- Umweltgestaltung und Landwirtschaft
- Ernährungswissenschaften und Fischereiwesen
- Seetechnik und Transport
- Technologie und Chemieingenieurwesen

Einzelne Einrichtungen sind:
- Institut für Physik
- Institut für Mathematik
- Institut für Wirtschaftswissenschaften und Management
- Industriephilosophie und Wirtschaftsethik
- Studiengang Fremdsprachen
- Studiengang Leibeserziehung und Sport
- Studiengang Musikwissenschaften
- Zentralbibliothek
- Britisches Bibliotheks- und Informationszentrum
- Universitätsaußenstelle Gorzów Wielkopolski

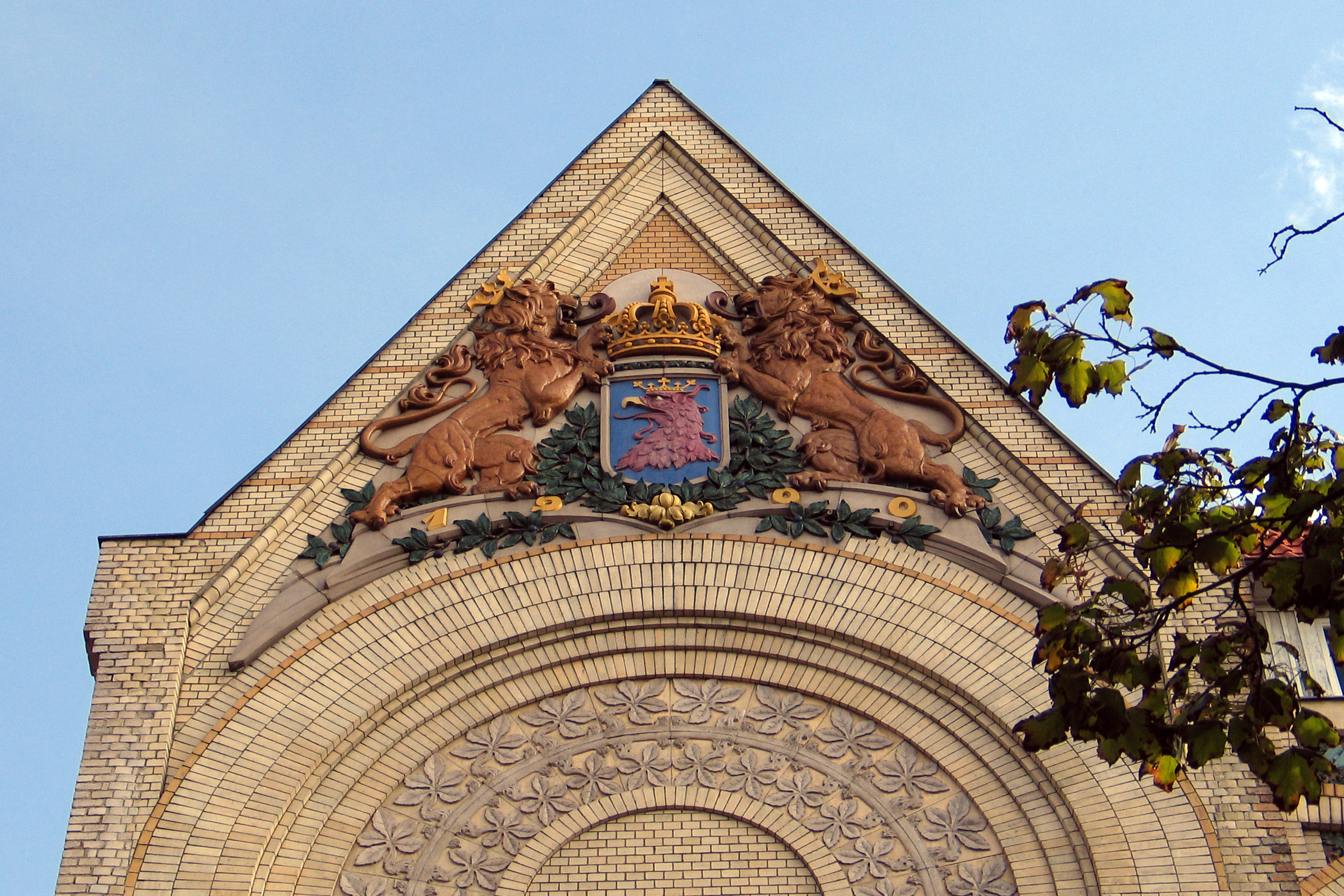
Wappen an der Fakultät für Elektrotechnik
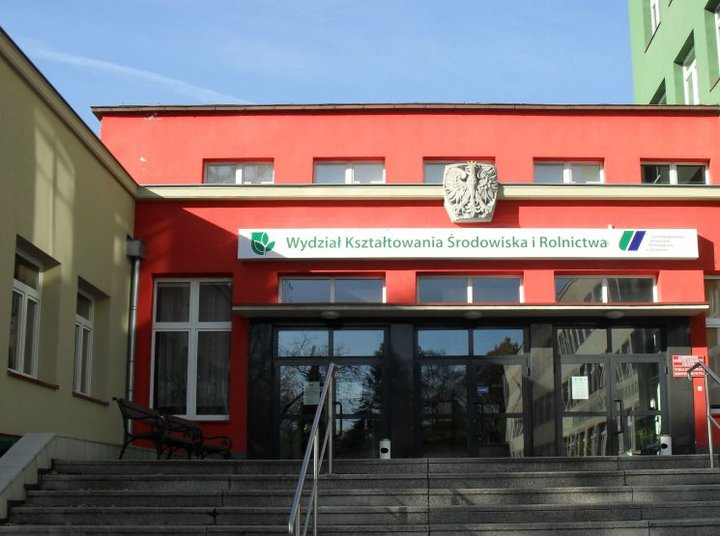
Fakultät für Umweltgestaltung und Agrartechnik
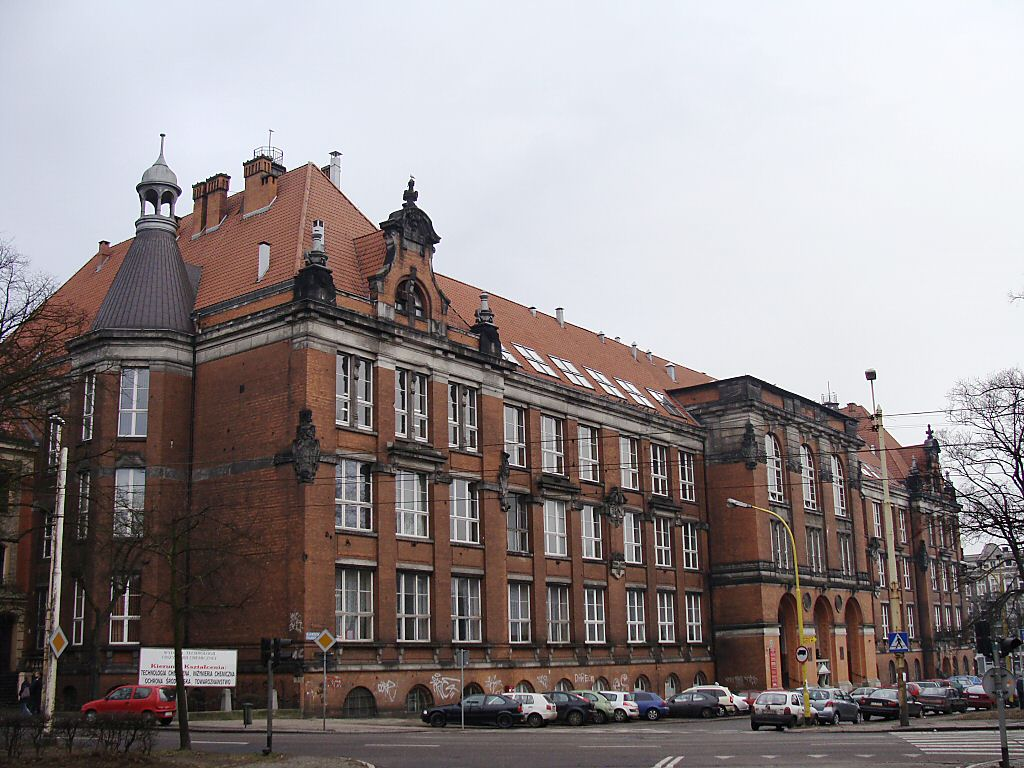
Frühere Universitätsbibliothek, jetzt Institut für Anorganische Chemie & Technologie und Umwelttechnik
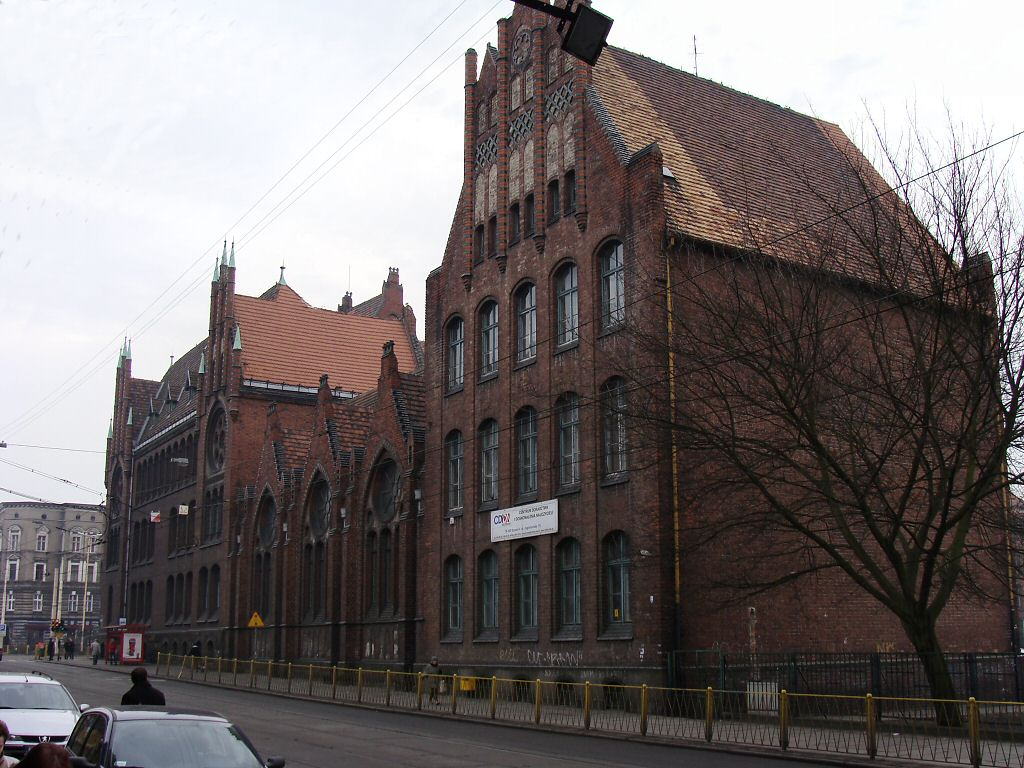
Studentenwohnheim (Jagiellonska 79)

## Weitere Universitäten in Stettin
- Universität Stettin
- Pommersche Medizinische Universität Stettin